# Phước Khánh
Phước Khánh là một xã thuộc huyện Nhơn Trạch, tỉnh Đồng Nai, Việt Nam.
Xã có diện tích 37,13 km², dân số năm 1999 là 10001 người, mật độ dân số đạt 269 người/km².

## Hành chính
Xã Phước Khánh được chia thành 3 ấp: 1, 2, 3.